# Едуин Хъбъл
Вижте пояснителната страница за други личности с името Хъбъл.
Едуин Пауъл Хъбъл (на английски: Edwin Powell Hubble, произнася се по-близо до Хабл; 20 ноември 1889 – 28 септември 1953) е американски астроном. Член на Националната академия на науките на САЩ от 1927 г.

## Биография
Роден е на 20 ноември 1889 година в Маршфийлд, Мисури, в семейството на Джон Пауъл Хъбъл и Вирджиния Лий Джеймс. От малък се увлича по научнофантастичните новели, като една от любимите му книги е „Двадесет хиляди левги под водата“ на Жул Верн. През 1898 г. семейството се премества да живее в Чикаго, където Хъбъл посещава гимназия. През 1906 получава стипендия за Чикагския университет. По време на следването си работи като лабораторен асистент при Робърт Миликан, носител на Нобелова награда за физика. След дипломирането си през 1910 г., Хъбъл записва правна философия в Оксфордския университет и три години по-късно получава бакалавърска степен за съдебна практика. По същото време умира баща му.
След кратка работа като преподавател в Индиана, Хъбъл се връща в Чикагския университет, за да учи астрономия. Малко след това е нает в Калифорнийската обсерватория Маунт Уилсън, където помага за довършване на конструкцията на телескопа Хуукър.
Хъбъл провежда изследвания в обсерваторията Маунт Уилсън, както и в обсерваторията Паломар до своята смърт на 28 септември 1953 година. Умира от инсулт в Сан Марино, Калифорния, на 63-годишна възраст.

## Научна дейност
Хъбъл променя основно разбиранията на човечеството за Вселената, като потвърждава съществуването и на други галактики, а не само на нашия Млечен път. Той разглежда също идеята, че големината на ефекта на Доплер (в дадения случай наричан „червено отместване“), наблюдаван в светлинния спектър на отдалечени галактики, расте пропорционално на разстоянието от Земята до една или друга галактика. Тази пропорционална зависимост става известна като Закон на Хъбъл (две години по-рано същото откритие прави белгийският учен Жорж Льометр). Интерпретацията на червеното отместване като доплеров ефект е предложена по-рано от американския астроном Весто Слайфър, чиито данни използва Едуин Хъбъл. Обаче Хъбъл все пак се съмнява в интерпретацията на тези данни, което го води до създаването на теорията за метричното разширение на пространството (Metric expansion of space, Разширение на Вселената), състоящо се в почти еднородно и изотропно разширение на космическото пространство в мащабите на цялата Вселена.
Основните трудове на Едуин Хъбъл са посветени на изучаването на галактиките. През 1922 г. той предлага наблюдаемите мъглявини да се разделят на извънгалактически (галактики) и галактически (газови и прахови). През 1925 г. Хъбъл предлага т. нар. камертонна диаграма, която представлява графична класификация (диаграма за класификация) на типовете галактики.
През 1924 – 1926 г. на фотографиите на някои най-близки галактики той открива звезди, от които те са съставени, с което доказва, че те представляват звездни системи, подобни на нашата галактика (Млечния път). Зависимостта между червеното отместване на галактиките и разстоянието до тях (Закон Хъбъл) е открита през 1929 г. През 1935 г. открива астероид № 1373, наречен от него „Цинцинати“ (1373 Cincinnati).

## Хъбъл и Нобеловата награда
Хъбъл посвещава голяма част от последните години на кариерата си на опит да направи астрономията част (подраздел) на физиката, вместо това да се разглежда тя като самостоятелна наука. Основната му цел е да могат астрономите, включително и той самият, да бъдат „разпознати“ от международния Нобелов комитет за техния значителен принос към астрофизиката. Кампанията му не се увенчава с успех до края на живота му, но скоро след смъртта му Нобеловият комитет решава, че постиженията в областта на астрономията попадат сред критериите за връчване на Нобеловите награди за физика (наградата обаче не може да се присъжда посмъртно).

## В негова чест
В чест на Хъбъл е наречен астероид № 2069, открит през 1955 г. (2069 Hubble), а също знаменитият космически телескоп „Хъбъл“, изведен на орбита през 1990 г. През май 2009 г. с помощта на совалката Atlantis телескопът е ремонтиран, като са монтирани допълнително и два нови уреда. След изпитване и калибриране „Хъбъл“ възобновява рутинната си работа през септември 2009 г. Хъбъл навърши 30 години работа през април 2020 г. и се очаква да продължи да работи до 2030 – 2040 г.